# Museo de Historia del Arte
El Museo de Historia del Arte (en català: Museu d'Història de l'Art, acrònim MuHAR) és un museu uruguaià didàctic que exhibeix peces originals i rèpliques. Està situat en 18 de juliol de 1326, (cantonada carrer Ejido), sector oest de l'Edifici de la Intendència de Montevideo. L'horari de visita és de dimarts a diumenge de 12:00 a 17:30. De desembre a març funciona en horari d'estiu de 13:30 a 19:00. Tancat els dilluns i festius.
Com la majoria dels museus de l'Uruguai és d'entrada gratuïta.
A les seves sales permanents s'exposen obres representatives de diferents cultures i regions, inclou nombrosos calcs d'art egipci, grec i romà.
Es poden apreciar en exposició permanent calcs en guix de la Victòria alada de Samotràcia, el Discòbol, la Venus de Milo, Nefertiti i destacades obres de l'art universal, molts ells són "primeres còpies" preses directament dels originals que es troben dispersos en importants museus de tot el món.